# Switzerita
La switzerita és un mineral de la classe dels fosfats. Rep el seu nom de George Shirly Switzer (1915-2008), curador de minerals del Museu Nacional d'Història Natural de Washington, als Estats Units.

## Característiques
La switzerita és un fosfat de fórmula química (Mn,Fe)₃(PO₄)₂·7H₂O. Cristal·litza en el sistema monoclínic. La seva duresa a l'escala de Mohs és 2. La switzerita, de manera ràpida i irreversible, en qüestió de minuts es deshidrata en contacte amb l'aire a metaswitzerita la qual conté només 4 molècules d'aigua per unitat a la fórmula.
Segons la classificació de Nickel-Strunz, la switzerita pertany a «08.CE: Fosfats sense anions addicionals, amb H₂O, només amb cations de mida mitjana, RO₄:H₂O sobre 1:2,5» juntament amb els següents minerals: chudobaïta, geigerita, newberyita, brassita, fosforrösslerita, rösslerita, metaswitzerita, lindackerita, ondrušita, veselovskýita, pradetita, klajita, bobierrita, annabergita, arupita, barićita, eritrita, ferrisimplesita, hörnesita, köttigita, manganohörnesita, parasimplesita, vivianita, pakhomovskyita, simplesita, cattiïta, koninckita, kaňkita, steigerita, metaschoderita, schoderita, malhmoodita, zigrasita, santabarbaraïta i metaköttigita.

## Formació i jaciments
Va ser descoberta l'any 1967 a la mina Foote Lithium Co., al comtat de Cleveland, Carolina del Nord (Estats Units). Sol trobar-se associada a altres minerals com: metaswitzerita, vivianita, hureaulita, triplita, bermanita, fosfosiderita, leucofosfita, strengita, paulkerrita, scholzita, parahopeïta o rockbridgeïta.